# Lago General Carrera
Lago General Carrera sau Lago Buenos Aires este un lac situat în Provincia Santa Cruz, Argentina și Regiunea Aisén, Chile, la granița dintre Argentina și Chile. Lacul se află la altitudinea de 217 m deasupra n.m. și se întinde pe o suprafață de 1850 km² (din care 881 km² în Argentina și 970 km² în Chile). El are adâncimea maximă de 590 m. Clima în regiunea sudică a lacului este o climă rece polară. Importanța economică a lacului este turismul, sursa de pește și sursa de lemn forestier exploatat de pe malurile sale.
Lacul este de origine glaciară și este înconjurat de munții Anzi. Lacul se varsă în oceanul Pacific prin râul Baker.

## Galerie

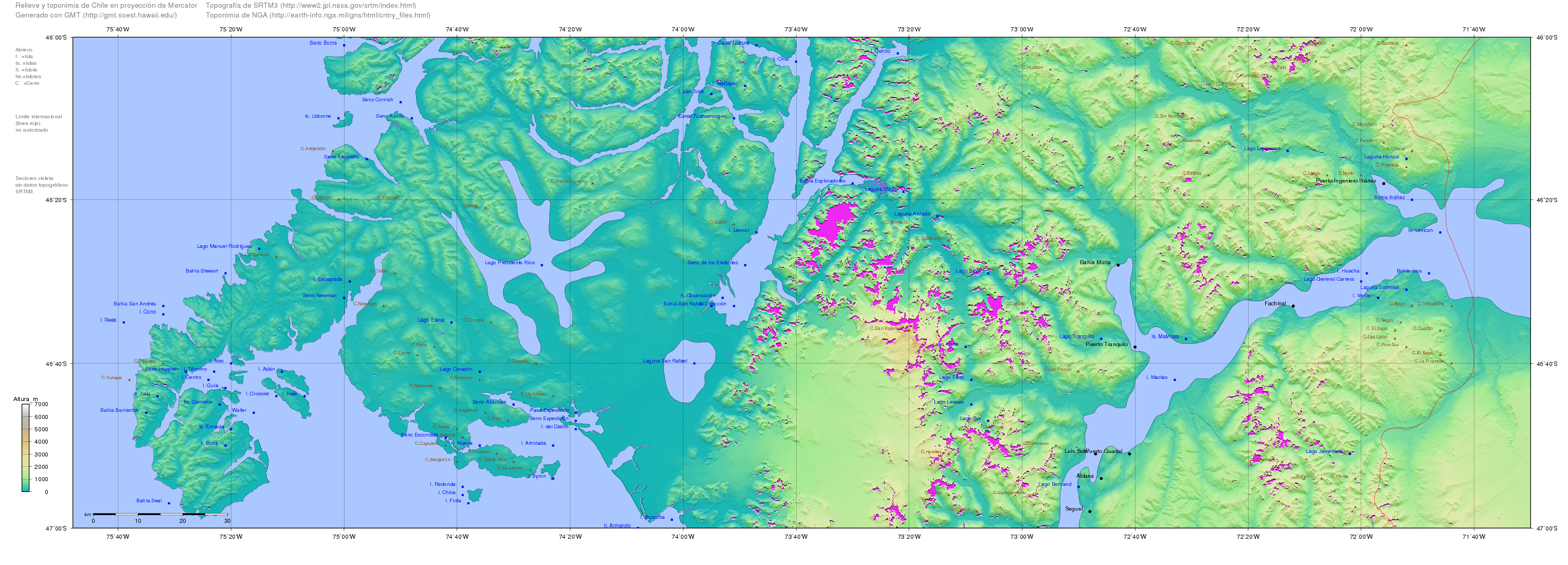
SRTM-Topografia zonei din Chile
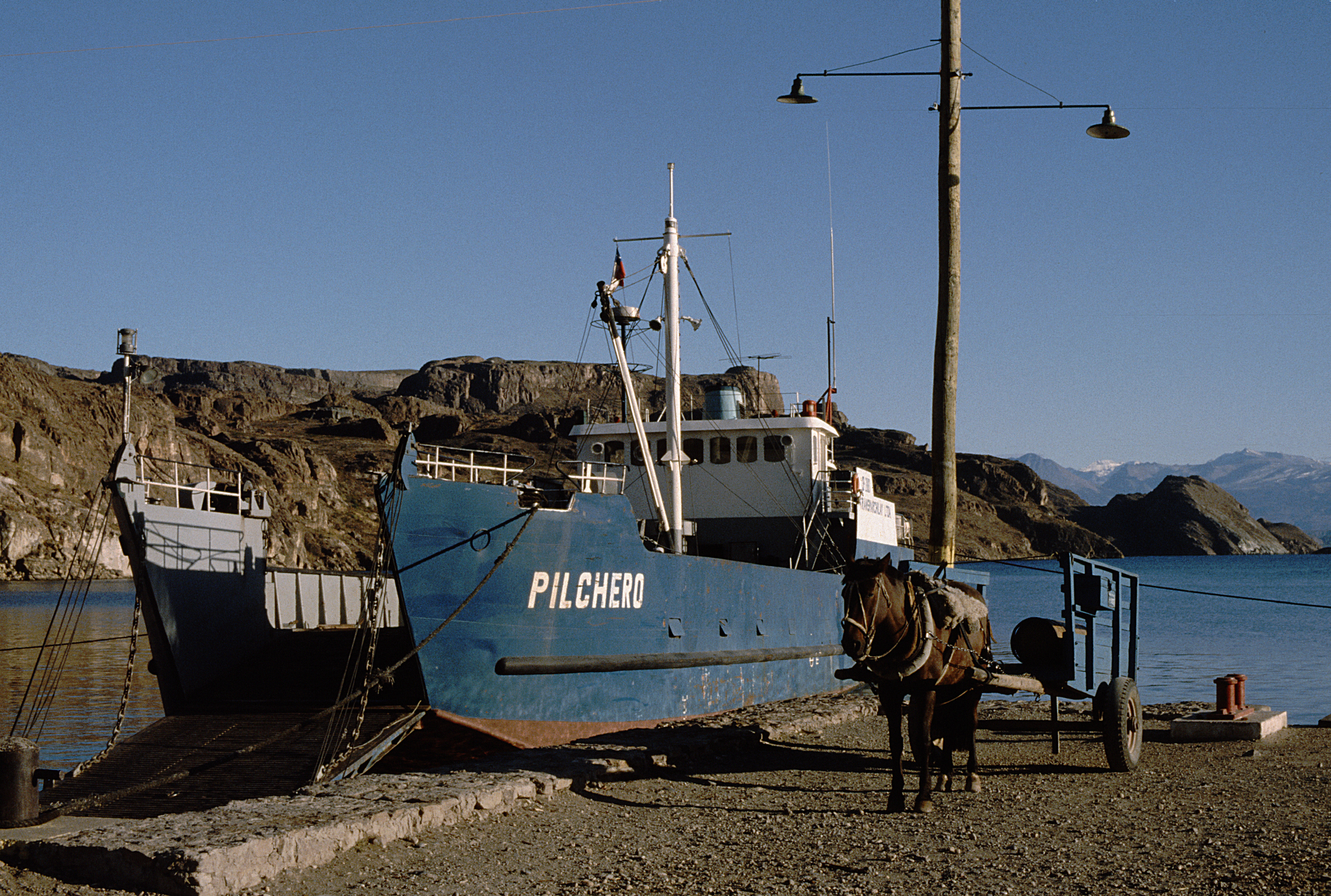
Barcă aproape de  Chile Chico în Chile
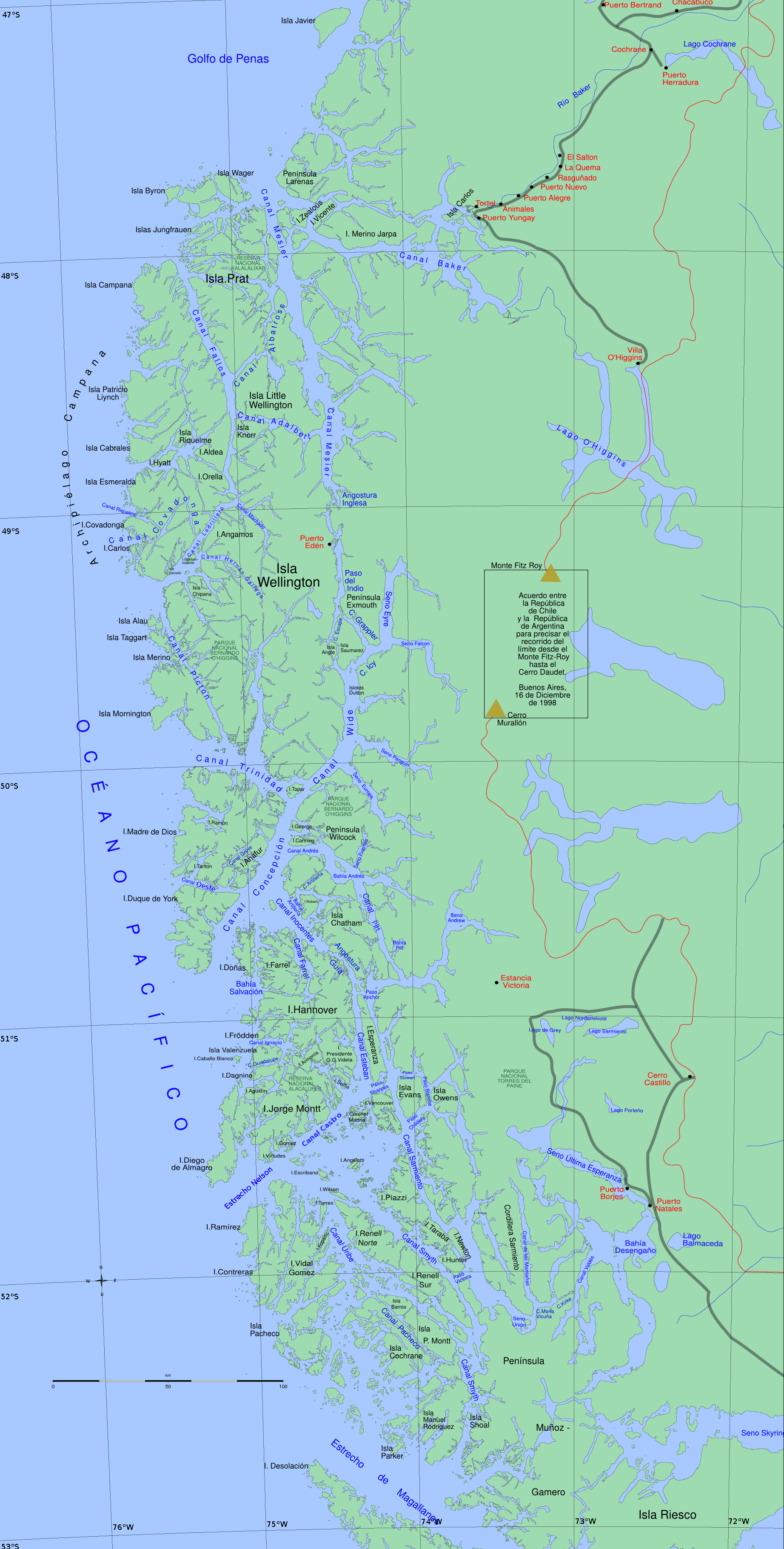
Hartă a zonei din Chile
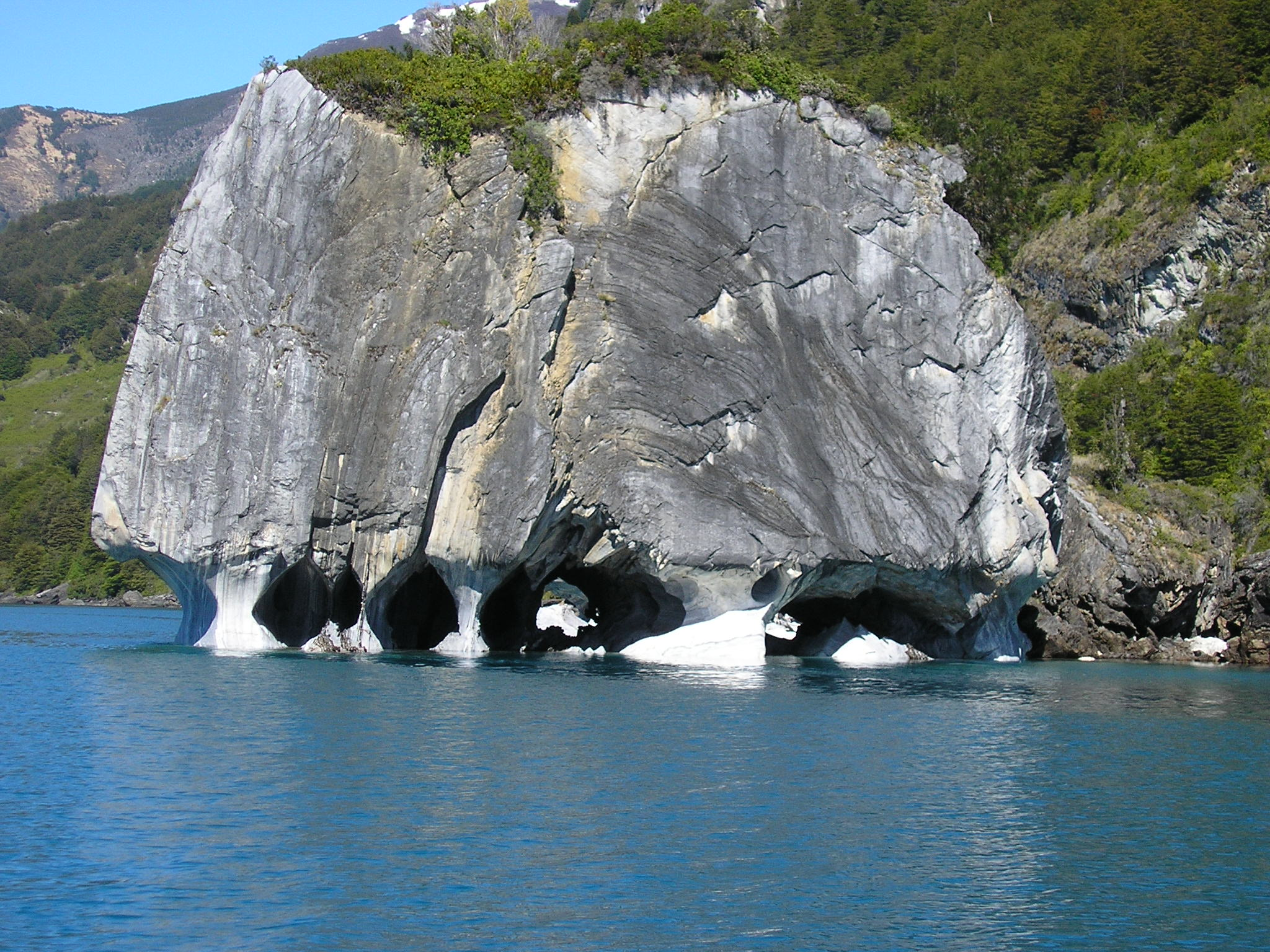
Bucată de marmură pe Lago Generall Carrera